# Стратегия развития Санкт‑Петербурга до 2030 года
Стратегия развития Санкт‑Петербурга до 2030 года (Стратегия экономического и социального развития Санкт‑Петербурга до 2030 года, Стратегия–2030) — документ, определяющий развитие города Санкт-Петербурга до 2030 года. Был принят в мае 2014 года. 

## История
Стратегия экономического и социального развития Санкт‑Петербурга до 2030 года принята 13 мая 2014 года. Стратегия содержит цели и ключевые приоритеты социально-экономического развития Санкт-Петербурга до 2030 года.

#### От Стратегического плана 1997 года до Стратегии–2030
Разработкой Стратегического плана развития города власти Санкт-Петербурга начали заниматься в 1997 году – первыми в России. Этот план не в полной мере учитывал возможности города, имеющиеся у него ресурсы.
В 1999 году велась работа по формированию «дерева целей развития Санкт-Петербурга». Но эта работа не была завершена. К созданию нового стратегического плана руководство Санкт-Петербурга вернулось в 2007 году, когда была принята Концепция социально-экономического развития Санкт-Петербурга до 2025 года. В дальнейшем данная Концепция была пересмотрена, и в 2012 году была принята Концепция с меньшим сроком планирования – до 2020 года.
Стратегия-2030, разработка которой началась в 2013 году, отличается от своих предшественниц ориентацией на повышение качества жизни горожан. В процессе создания Стратегии-2030 были учтены все недостатки прежних концепций развития города, в результате разработчикам удалось прописать не только цели и задачи, но и механизм реализации с учетом возможностей города.

#### Этапы разработки
…нужен инструмент, чтобы скорректировать все наши программы, все прежние взгляды на будущее города… В нашем случае это будет переходом к устойчивому развитию. И роль своеобразного «сита», через которое предстоит «просеять» все наработки, мы и отводим «Стратегии–2030».Георгий Полтавченко, Губернатор Санкт-Петербурга
Стратегия–2030 была задумана как документ общественного согласия, поэтому работа над ней велась в открытом режиме с привлечением к участию как экспертов, так и всех петербуржцев.
По мнению многих привлеченных к работе над Стратегией международных экспертов в области стратегирования, Санкт-Петербург провел одно из самых масштабных общественных обсуждений подобного рода документов в мире. По словам координатора разработки Стратегии главы Комитета по экономической политике и стратегическому планированию Санкт-Петербурга Анатолия Котова основополагающим стал принцип открытости и всестороннего учета мнений. Комитет по экономической политике и стратегическому планированию Санкт-Петербурга в ноябре–декабре 2013 организовал около 20 открытых общественных обсуждений проекта Стратегии. Проект Стратегии обсудили с такими организациями, как:
- «Американская торговая палата, Инк.»
- «Санкт-Петербургский Союз предпринимателей»[12]
- Санкт-Петербургская торгово-промышленная палата и т. д.

Активное обсуждение проекта Стратегии происходило на официальном сайте Стратегии.
В августе 2013 года в Комитете по экономической политике и стратегическому планированию Санкт-Петербурга состоялась презентация официального сайта, на котором жители города могли оставлять свои комментарии и пожелания относительно развития Петербурга.
В ноябре 2013 года на официальном сайте Стратегии была опубликована первая версия документа. Сбор предложений по улучшению подготовленного текста документа и дискуссии с профессиональными объединениями Санкт-Петербурга проводились в период с 5 ноября по 5 декабря 2013 года. Все предложения и замечания, поступившие от посетителей сайта и участников публичных обсуждений до 5 декабря, были рассмотрены и учтены в доработанной версии документа.
Я детально ознакомился с первичным проектом Стратегии–2030, и думаю, что тот документ, который сегодня представлен, на уровне субъектов Федерации лучший, который я видел в стране. Но над ним надо еще работать.Владимир Квинт, один из разработчиков Стратегии
После обсуждений с городским сообществом проект Стратегии был рассмотрен независимой экспертной компанией «Аксион БКГ», и 9 декабря 2013 года была опубликована вторая версия документа. В середине февраля 2014 года в открытом доступе появилась третья редакция Стратегии.
В декабре 2013 года Стратегия была одобрена Экономическим советом при Губернаторе Санкт-Петербурга, в состав которого входят академики Абел Аганбегян, Владимир Квинт, Виктор Ивантер, Валерий Макаров, Владимир Окрепилов и другие всемирно известные учёные и экономисты.
За период разработки Стратегии с её проектом ознакомилось более 200 тысяч человек, каждую неделю на сайт заходило в среднем по 7 тысяч человек. Петербуржцы оставили свыше 1000 предложений и замечаний, значительная часть которых была учтена в принятом документе.
После согласования в исполнительных органах государственной власти Санкт-Петербурга, а также районных администрациях города в мае 2014 года Правительство Санкт-Петербурга утвердило Стратегию.
Стратегия-2030 стала предвыборной программой Георгия Полтавченко на выборах Губернатора Санкт-Петербурга в сентябре 2014 года.
После принятия Стратегии посвященный ей сайт был полностью модернизирован. В нынешнем виде ресурс осуществляет информационное и экспертное сопровождение Стратегии и освещение её реализации. На сайте размещен текст Стратегии и информация о целях и ключевых положениях документа. Кроме того, на обновленном ресурсе появились интерактивные функции для жителей Санкт-Петербурга, например, раздел с блогами экспертов по 17 стратегическим направлениям.
Так, экспертами по направлению «Культура и туризм» стали кинорежиссер Александр Сокуров и дирижер Фабио Мастранджело. Свою точку зрения на социально-экономическое развитие территорий с учетом принятой Стратегии будут высказывать депутат Алексей Ковалев, координатор движения «Красивый Петербург» Стив Каддинс и член градостроительного совета Санкт-Петербурга Михаил Петрович. О «Коммунальной инфраструктуре и энергетике» расскажет генеральный директор ГУП «Водоканал Санкт-Петербурга» Феликс Кармазинов.

## Цели Стратегии
Главной (генеральной) целью Стратегии является «обеспечение стабильного улучшения качества жизни горожан и повышение глобальной конкурентоспособности Санкт-Петербурга на основе реализации национальных приоритетов развития, обеспечения устойчивого экономического роста и использования результатов инновационно-технологической деятельности».
К достижению цели должна привести реализация 4 стратегических направлений:
1) Развитие человеческого капитала — улучшение систем здравоохранения, образования, культуры, физической культуры и спорта, социальной поддержки и обслуживания населения.
В центре внимания стратегии — человек, и это неслучайно. Процветание города напрямую зависит от его жителей.Георгий Полтавченко, Губернатор Санкт-Петербурга
2) Повышение качества городской среды — создание комфортных условий для жизни и работы в городе: решение транспортных, жилищных проблем, развитие территорий и инфраструктуры и т. д.
3) Обеспечение устойчивого экономического роста — использование конкурентных преимуществ города с упором на высокотехнологичный сектор и экономику знаний. Академик РАН Абел Аганбегян, принимавший активное участие в работе над Стратегией–2030, выразил уверенность в том, что Санкт-Петербург может стать центром экономики знаний.
Единственный путь развития экономики города в ближайшем будущем — это построение экономики знаний.Георгий Полтавченко, Губернатор Санкт-Петербурга
4) Обеспечение эффективности управления и развитие гражданского общества — к 2030 году в управлении Санкт-Петербургом будет принимать активное участие гражданское общество. Кроме того, будут широко внедряться автоматизированные программы мониторинга и планирования.

## Сценарии развития
В рамках Стратегии предусмотрены три сценария развития Санкт-Петербурга до 2030 года, которые учитывают влияние различных внешних и внутренних факторов:
1) Консервативный: снижение темпов экономического роста, постепенное уменьшение инвестиционного потока, повышение уровня благосостояния жителей, снижение темпов роста численности населения Санкт-Петербурга.
2) Умеренно-оптимистичный: увеличение темпов экономического роста и инвестиционного потока позволит преодолеть негативные последствия кризиса.
3) Инновационный: инновационный сценарий развития предполагает переход к экономике знаний на фоне увеличения темпов экономического роста и инвестиционного потока. Инновационный сценарий предполагает, что к 2030 году значительно вырастет уровень ВРП и инвестиций, а доходы горожан будут расти в пределах 4–4,3% в год.
В качестве основного сценария выбран инновационный.

## Механизм реализации
Механизм реализации Стратегии сформирован в рамках новой системы государственного планирования, включающей 17 государственных программ Санкт-Петербурга.
Реализация Стратегии предполагает регулярную проверку и оценку хода её исполнения как участниками её разработки, так и независимыми экспертами, а также использование современных технологий управления городскими системами.

#### Соглашение о взаимодействии при реализации Стратегии экономического и социального развития Санкт-Петербурга
Соглашение о реализации Стратегии–2030, подписанное между Правительством Санкт-Петербурга и рядом общественных и профессиональных организаций города, определяет основы взаимодействия при реализации Стратегии–2030 и долгосрочного сотрудничества сторон. Соглашение направленно на создание условий для реализации стратегических целей и приоритетов социально-экономического развития Санкт-Петербурга.
В декабре 2014 года запланировано подписание Соглашения о взаимодействии при реализации Стратегии между Правительством Санкт-Петербурга и организациями, представляющими интересы предпринимательского и научного сообщества, а также общественности в Санкт-Петербурге.

## Критика
Первый вариант Стратегии, представленный Экономическому совету Санкт-Петербурга в декабре 2013 года, вызвал замечания у самих кураторов проекта, включая академиков РАН А. Аганбегяна и В. Квинта. Другие эксперты, не принимавшие участие в работе над Стратегией, поставили под сомнение необходимость разработки и принятия документа в целом. При этом один из лидеров протестных настроений в Петербурге, историк и публицист Лев Лурье, назвав «утопией» стремление планировать жизнь города до 2030 года, отметил, что в целом к программе относится положительно.
После утверждения Правительством Санкт-Петербурга окончательного варианта документа, городские СМИ критиковали Стратегию не за оторванность от реалий, а, напротив, за отсутствие принципиально новых проектов и чрезмерной концентрации на решении текущих задач.
Стратегия–2030 и её принципиальные расхождения с Генеральным планом Санкт-Петербурга стали центром дискуссии на V Форуме «Будущий Петербург» в сентябре 2014 года. В ответ губернатор Г. Полтавченко в одном из своих интервью заявил, что Стратегия–2030 и не должна стыковаться с действующим Генпланом города, поскольку она станет основной для разработки следующего Генплана Санкт-Петербурга.